# Stenus boops
Stenus boops är en skalbaggsart som beskrevs av Sven Ingemar Ljungh 1810. Stenus boops ingår i släktet Stenus, och familjen kortvingar. Arten är reproducerande i Sverige.